# (31735) 1999 JJ72
1999 JJ72 (asteroide 31735) é um asteroide da cintura principal. Possui uma excentricidade de 0.01841300 e uma inclinação de 13.22605º.
Este asteroide foi descoberto no dia 12 de maio de 1999 por LINEAR em Socorro.